# Jakub Mareczko
Jakub Mareczko (* 30. April 1994 in Jarosław) ist ein italienischer Radrennfahrer polnischer Herkunft. Er gewinnt seine Rennen vornehmlich im Sprint.

## Karriere
Nachdem Mareczko 2013 und 2014 mehrere kleinere italienische Eintagesrennen gewonnen hatte, erhielt er für 2015 einen Profivertrag beim Team Southeast. Auf Anhieb siegte er auf je zwei Etappen bei der Vuelta al Táchira und Vuelta a Venezuela. Im Herbst 2015 gewann er die Gesamtwertung, die Punktewertung, die Nachwuchswertung und sieben Etappen der Tour of Taihu Lake in China.
Im darauffolgenden Jahr folgten mehrere Etappensiege. Es waren bei der Türkei-Rundfahrt 2016 zwei Etappen, drei Etappen bei der Tour of Qinghai Lake 2016, eine Etappe bei der Tour de San Luis 2016 und noch einige mehr. Zudem bestritt er seine erste Grand Tour, den Giro d’Italia 2016, allerdings musste er diesen nach der fünften Etappen vorzeitig beenden. Bei der UCI-Straßen-Weltmeisterschaften 2016 gewann er Bronze im Straßenrennen der U23. Anschließend gelangen ihm noch drei Etappensiege bei der Tour of Taihu Lake 2016.
Mareczko gewann die Gesamtwertung und fünf Etappen der Tour of Taihu Lake 2017. Auch bei anderen internationalen Etappenrennen war er 2017 und 2018 erfolgreich. So gewann er unter anderem fünf Etappen der Tour of Hainan 2017 plus eine Etappe 2018 und sechs Etappen der Marokko-Rundfahrt 2018.
2019 wechselte er zum CCC Team. Für das Team CCC gewann er drei Etappen und die Punktewertung der Tour de Hongrie. Nach Auflösung des Teams CCC Ende 2020 kehrte Mareczko zur Saison 2021 zu seinem ehemaligen Team, jetzt Vini Zabù zurück. Zur Saison 2022 wechselte er erneut und wurde Mitglied bei Alpecin-Fenix. Bei der Tour of Antalya erzielte er mit dem Gewinn der letzten Etappe den ersten Erfolg für sein neues Team. Weiters war er für die belgische Mannschaft auch bei der ZLM Tour 2022 und 2023, Tour de Langkawi 2022 und Tour de Bretagne Cycliste 2023 auf jeweils einem Abschnitt erfolgreich.
Im Jahr 2024 wechselte Jakub Mareczko zum italienischen UCI ProTeam Team Corratec-Vini Fantini und gewann den Circuito del Porto sowie eine Etappe der Griechenland-Rundfahrt und Tour of Hainan. 2025 kehrte er in seine Heimat zurück und wurde Mitglied im polnischen UCI Continental Team Mazowsze Serce Polski. Seinen ersten Saisonsieg feierte er bei der Tour of Mersin.

## Privates
Jakub Mareczko wurde in Polen geboren. Als er fünf Jahre alt war, zog seine Mutter nach Brescia in Italien, wo Mareczko aufwuchs und den Großteil seiner Zeit verbringt. Dadurch hat er die doppelte Staatsbürgerschaft. Mit dem Wechsel nach Polen zum Team Mazowsze Serce Polski ist er seit der Saison 2025 bei der UCI als polnischer Fahrer registriert.

## Erfolge
2012
- Junioren-Europameisterschaft – Scratch

2014
- Circuito del Porto

2015
- zwei Etappen Vuelta al Táchira
- zwei Etappen Vuelta a Venezuela
- eine Etappe Tour of Hainan
- Gesamtwertung, sieben Etappen, Nachwuchswertung und Punktewertung Tour of Taihu Lake

2016
- drei Etappen Tour of Qinghai Lake
- zwei Etappen Türkei-Rundfahrt
- drei Etappen und Punktewertung Tour of Taihu Lake
- eine Etappe Tour de San Luis
- eine Etappe Tour de Langkawi
- eine Etappe Settimana Internazionale
- Tour of Yancheng Coastal Wetlands
- Weltmeisterschaft – Straßenrennen (U23)

2017
- zwei Etappen Tour de Langkawi
- eine Etappe Tour de Bretagne
- Gesamtwertung, fünf Etappen, Nachwuchswertung und Punktewertung Tour of Taihu Lake
- fünf Etappen und Punktewertung Tour of Hainan

2018
- zwei Etappen und Punktewertung Sharjah Tour
- sechs Etappen und Punktewertung Tour du Maroc
- eine Etappe Tour of China II
- drei Etappen Tour of Taihu Lake
- eine Etappe Tour of Hainan

2020
- drei Etappen und Punktewertung Tour de Hongrie

2021
- Trofej Umag
- eine Etappe Settimana Internazionale Coppi e Bartali

2022
- eine Etappe und Punktewertung Tour of Antalya
- eine Etappe ZLM Tour
- eine Etappe Tour de Langkawi

2023
- eine Etappe Tour de Bretagne Cycliste
- eine Etappe ZLM Tour

2024
- Circuito del Porto
- eine Etappe Griechenland-Rundfahrt
- eine Etappe Tour of Hainan

2025
- eine Etappe Tour of Mersin

## Grand-Tour-Platzierungen
| Grand Tour            | 2016 | 2017 | 2018 | 2019 |
| --------------------- | ---- | ---- | ---- | ---- |
| Giro d’ItaliaGiro     | DNF  | DNF  | DNF  | DNF  |
| Tour de FranceTour    | –    | –    | –    | –    |
| Vuelta a EspañaVuelta | –    | –    | –    | –    |